# Nathan Johnstone
Nathan Johnstone (Mona Vale, 9 febbraio 1990) è un ex snowboarder australiano, vincitore di un oro mondiale nell'halfpipe.

## Biografia
Specialista dell'halfpipe, ha esordito in Coppa del Mondo di snowboard l'11 marzo 2006 a Lake Placid, negli Stati Uniti. 
Nel 2010 partecipa ai Mondiali juniores di Cardrona 2010 conquistando la medaglia d'argento nell'halfpipe, piazzandosi alle spalle del giapponese Taku Hiraoka.
L'anno seguente sale sul gradino più alto del podio ai Mondiali di La Molina 2011 nella stessa disciplina. Sempre nel 2011 conquista la prima vittoria in Coppa del Mondo a Yabuli nella Repubblica Popolare Cinese e alla fine della stagione la Coppa del Mondo generale di freestyle oltre a quella di specialità.
Negli anni successivi ottiene altri tre successi individuali e si classifica 13º ai XXII Giochi olimpici invernali di Soči sempre nella specialità dell'halfpipe. Nel 2018 giunge 22º nella gara di halfpipe ai XXIII Giochi olimpici invernali di Pyeongchang. Conclude l'attività agonistica nello stesso anno.

## Palmarès

### Mondiali
- 1 medaglia:
  - 1 oro (halfpipe a La Molina 2011)

### Mondiali juniores
- 1 medaglia:
  - 1 argento (halfpipe a Cardrona 2010)

### Coppa del Mondo
- Vincitore della Coppa del Mondo generale di freestyle nel 2011
- Vincitore della Coppa del Mondo di halfpipe nel 2011
- 8 podi:
  - 4 vittorie
  - 3 secondi posti
  - 1 terzo posto

#### Coppa del Mondo - vittorie
| Data             | Luogo           | Paese       | Disciplina |
| ---------------- | --------------- | ----------- | ---------- |
| 13 febbraio 2011 | Yabuli          | Cina        | HP         |
| 11 marzo 2011    | Bardonecchia    | Italia      | HP         |
| 23 febbraio 2012 | Stoneham        | Canada      | HP         |
| 12 gennaio 2013  | Copper Mountain | Stati Uniti | HP         |

Legenda:

HP = Halfpipe